# Fredersdorfer Mühlenfließ
Das Fredersdorfer Mühlenfließ, auch Senitz, ist ein 34,5 km langer Fluss in Deutschland. Es hat ein Einzugsgebiet von rund 230 km² und verläuft weitestgehend noch in seinem ursprünglichen Bett.
Die Quelle befindet sich nach den amtlichen Karten im südlichen Teil des Gamengrundes zwischen den Anhöhen des Barnim nordwestlich von Strausberg. In dessen feuchtem Grund verzweigt sich der Bach (wohl durch menschlichen Eingriff), ein Arm fließt durch den Kesselsee, einer daran vorbei. Als Nächstes wird der Fängersee erreicht, dann der Bötzsee, der je nach Sichtweise ebenfalls als Quelle angesehen wird. Von hier schlängelt sich die Senitz durch die Orte des Berliner „Speckgürtels“. Bei Berlin-Rahnsdorf mündet das Fließ in den Großen Müggelsee. Nimmt man den Bötzsee als Ursprung des Fredersdorfer Mühlenfließes, hat es eine Länge von 27,6 km.

## Entstehung des Gewässers

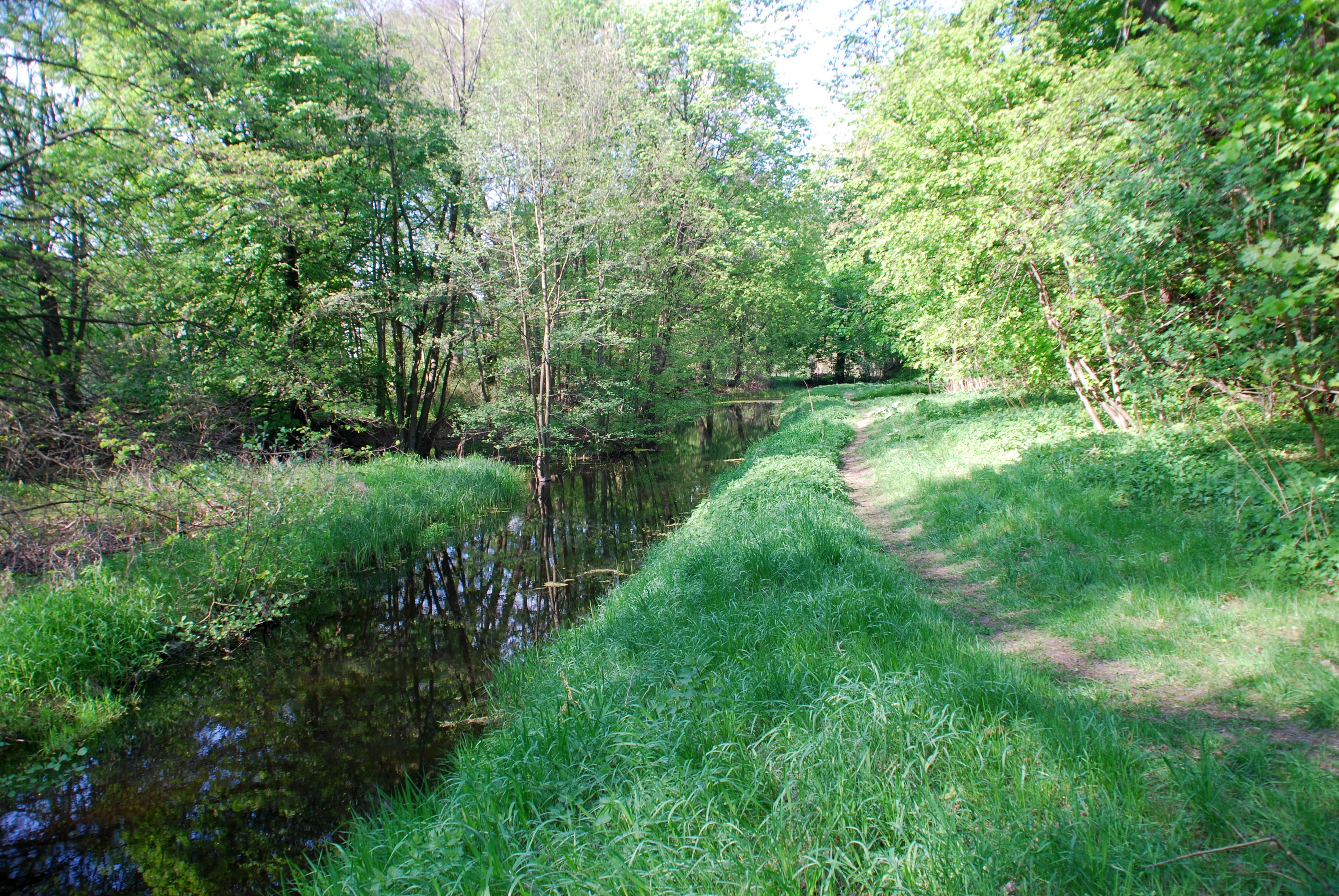
Das Mühlenfließ bei Fredersdorf

Das lange Zeit Senitz genannte Fließ entstand mit dem Ende der Weichsel-Kaltzeit, der bislang letzten Kaltzeit in Norddeutschland. Durch das Abtauen des Gletschers bildeten sich auf dem Barnim viele Schmelzwasserrinnen, darunter auch das Bett der Senitz. Sie war dabei eine deltaförmige Abzweigung der Hauptabflussrichtung vom Gamengrund über Kesselsee, Fängersee und Bötzsee, Stienitzsee, Kalksee und Flakensee in das Berliner Urstromtal bei den Orten Woltersdorf und Erkner. Sie musste sich ein eigenes Bett graben, weil die Hauptrinne von den Rüdersdorfer Kalkbergen versperrt wurde. Nachdem das Tauwasser abgeflossen war und der Fluss nur noch Quellwasser führte, trocknete das Hauptbett aus und eine schmale Wasserrinne blieb übrig. Sie mäanderte durch eine Wiesenlandschaft, an manchen Stellen bildeten sich sumpfige Überschwemmungsgebiete. Als der Wasserspiegel weiter sank, verlor die Senitz ihre oberirdische Verbindung zu den Gamengrundseen. Diese oberflächlich abflusslosen Seen haben jedoch unterirdische natürliche Abflüsse. Für den Mittelsee ist eine Verbindung mit der obersten wasserführenden Schicht eindeutig nachgewiesen. Auch für die übrigen südlichen Seen bis einschließlich des Langen Haussees wird angenommen, dass sie unterirdisch zu den Quellen im südlichen Gamengrund entwässern.

## Herausbildung von Siedlungen an den Ufern und Namensgebung

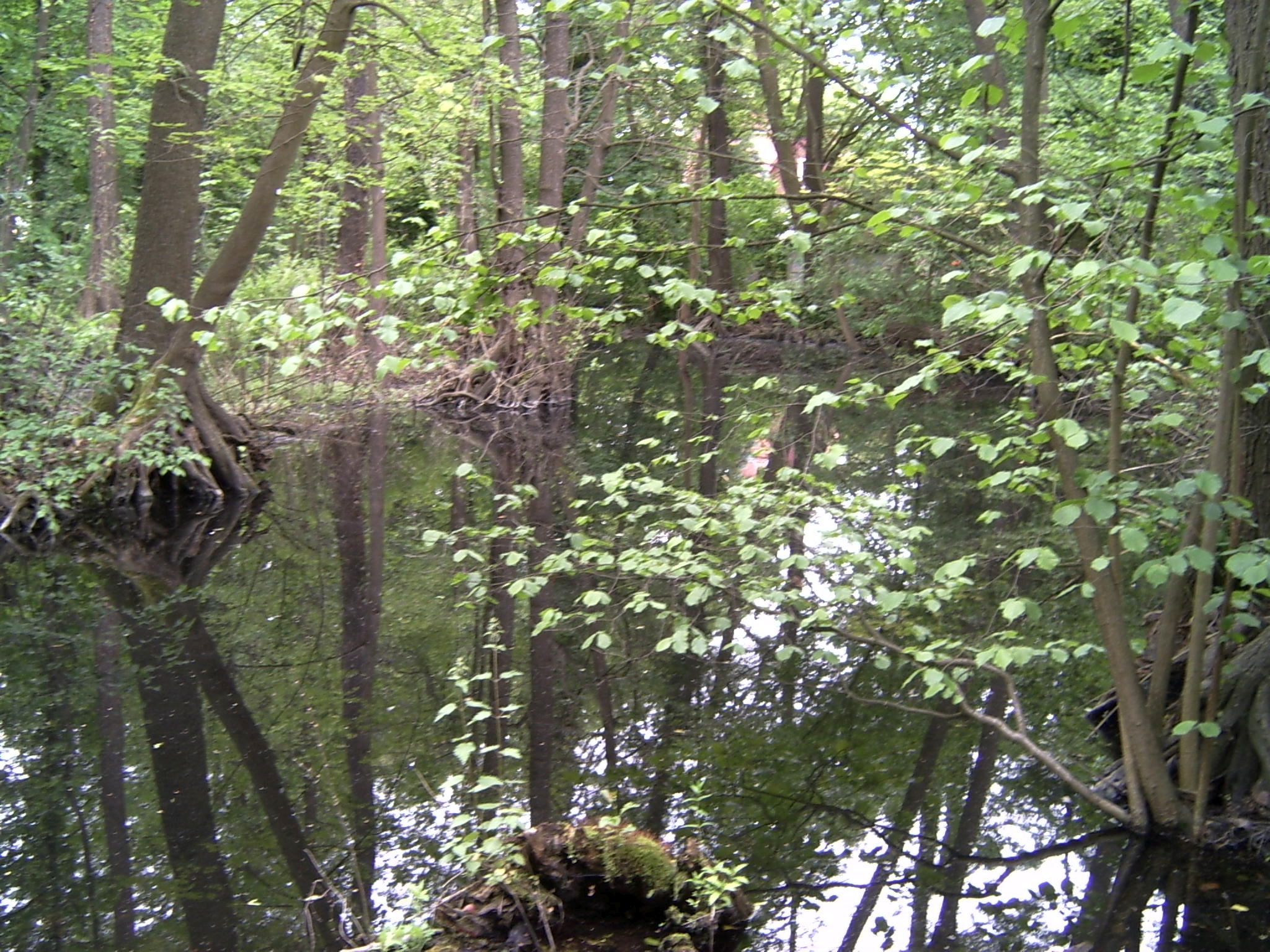
Das Mühlenfließ im Kleinen Spreewaldpark in Schöneiche

Am Fließ ließen sich seit Alters her Menschen nieder. In Schöneiche wurden in Fließnähe Funde aus der mittleren und jüngeren Stein- sowie der Bronzezeit gemacht. Im 6. Jahrhundert siedelten sich hier die slawischen Liutizer an, da die Senitz sehr fischreich war. In der alten Schmelzrinne konnten Wiesen angelegt werden, die im Frühjahr überflutet wurden, somit wuchsen die Pflanzen hier sehr gut. Eine der frühesten urkundlich belegten Ansiedlungen war eine von Zisterziensern betriebene Wassermühle im Ortsteil Fichtenau, die 1451 weiter nach Norden in Richtung Schöneiche verlegt wurde, da der Arm der Senitz mittlerweile versandet war. Die Reste der Mühle liegen bis heute am Schöneicher Hauptarm der Senitz und bilden einen Endpunkt des Kleinen Spreewald-Parks. Im Park wurde mit dem Wasser des Mühlenfließes eine Kanallandschaft nachgebildet, die mit Kähnen befahren werden konnte.
In ihrer Sprache nannten die Liutizer das Fließ senca – Heubach. Daraus entwickelte sich nach der deutschen Ostsiedlung im Hochmittelalter der eingedeutschte Name Senitz. Im Oberlauf hatte er den Namen Hoher Fließ. Erst um die Wende vom 19. zum 20. Jahrhundert bekam das Gewässer durch Kartographen den Namen Fredersdorfer Fließ, heute Fredersdorfer Mühlenfließ. Den Zusatz „Mühlen-“ erhielt das Fließ, weil es in früheren Jahrhunderten an mehreren Stellen insgesamt acht Wassermühlen antrieb. Von den Anwohnern wird es meist schlicht nur Mühlenfließ oder Fließ genannt.

## Verlaufsbeschreibung und Probleme

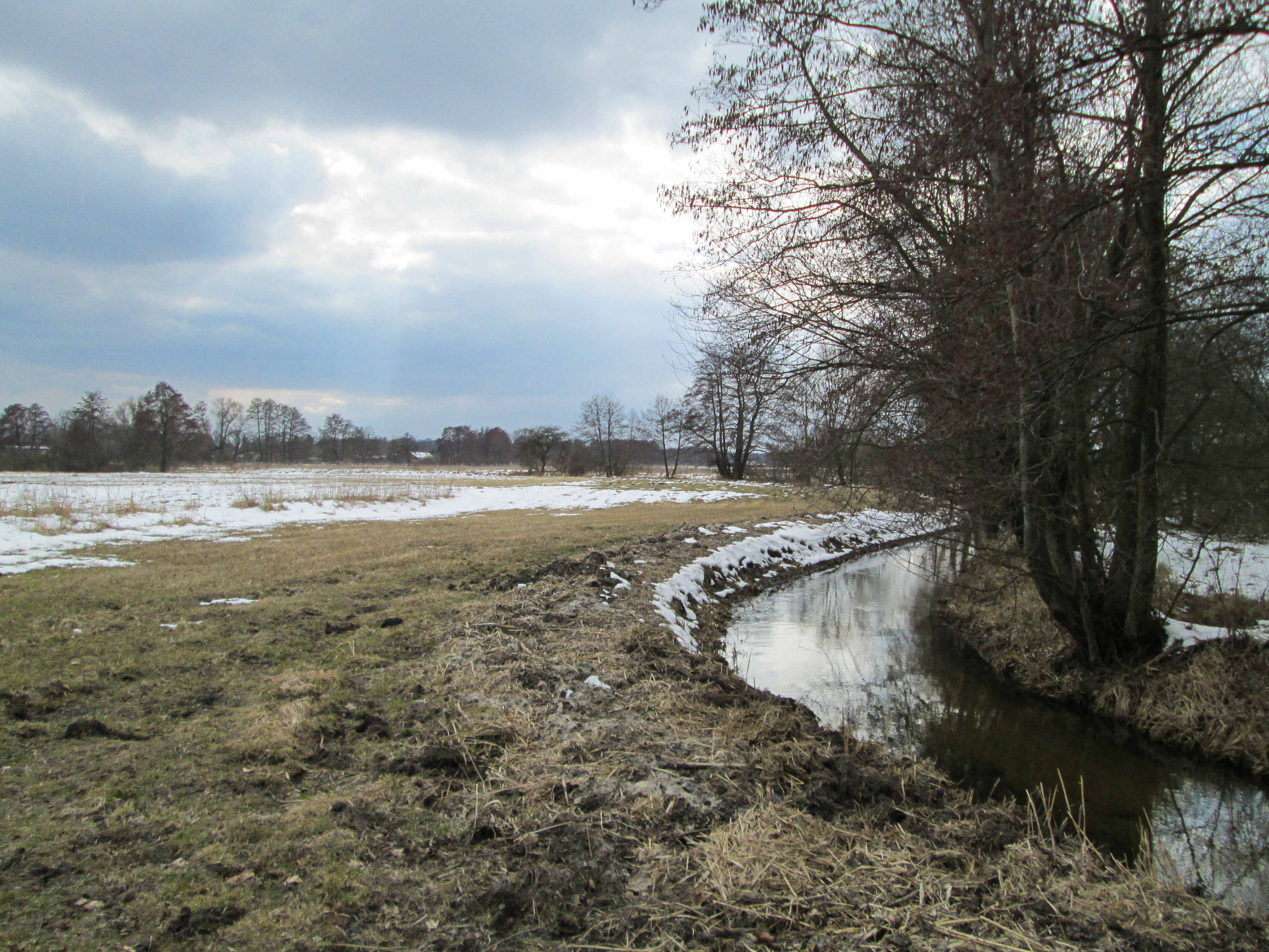
Das Fredersdorfer Mühlenfließ mit Feuchtwiesen nahe der Einmündung des Zehnbuschgrabens

Nach den oben genannten Seen durchfließt die Senitz das frühere Dorf Eggersdorf (heute Petershagen/Eggersdorf), wo sie auch mit dem Mühlenteich Eggersdorf verbunden ist, dann biegt sie nordwestlich nach Bruchmühle ab um danach das Dorf Petershagen (heute Petershagen/Eggersdorf) zu tangieren. Es folgen Fredersdorf, Vogelsdorf, Schöneiche bei Berlin, wo sie die früheren Dörfer Schöneiche und Klein Schönebeck voneinander trennte. In Schöneiche teilt sich die Senitz in mehrere Arme, von denen einige mittlerweile versandet sind.
Das Fließ trat häufig über die Ufer. Der Kleinschönebecker Pfarrer Wiegensdorf schrieb für das Jahr 1712, dass er kaum wisse, wie er wegen der Überschwemmung einen Steinwurf weit vor sein Haus komme. Das änderte sich erst mit Veränderungen in den Jahren 1870 bis 1880. Die Straße zwischen Mühle und Dorfkirche wurde aufgeschüttet, die Ufer mit Schutzwällen versehen. Dennoch gab es auch noch in der ersten Hälfte des 20. Jahrhunderts größere Überschwemmungen, von denen besonders die aus den Jahren 1929 und 1940 hart waren. Inzwischen haben viele Anwohner mehr mit dem umgekehrten Phänomen zu kämpfen. Im Sommer trocknet das Fredersdorfer Mühlenfließ regelmäßig fast aus. Das wird auf den niedrigen Grundwasserspiegel im Raum Schöneiche-Friedrichshagen zurückgeführt, weil dort zur Trinkwassergewinnung Brunnengalerien für das Wasserwerk Friedrichshagen angelegt wurden. 1770 gab es gescheiterte Versuche, das Fließ bis Eggersdorf aufzustauen, um es schiffbar zu machen. Zu DDR-Zeiten galt das Fließ als eines der saubersten Gewässer des ganzen Bezirks.
Im heutigen Ortsteil Fichtenau, dem früheren Kurpark Fichtenau, sorgte der Kleine Spreewald neben Flusslaufbegradigungen für die Versandung und Verödung vieler Tümpel, Gräben und Schleifen, die heute nicht mehr erkennbar sind. Nach Fichtenau erreicht die Senitz mit dem Rahnsdorfer Wald das Stadtgebiet von Berlin und damit das alte Urstromtal. Hier bildet das Gewässer bis heute wie schon im Schöneicher Kleinen Spreewaldpark eine Sumpflandschaft. Mit dem Erreichen des Müggelsees findet das Fredersdorfer Mühlenfließ sein Ende.

## Mühlenfließ als Bestandteil von  Landschaftsschutzgebieten
Das Fredersdorfer Mühlenfließ ist seit dem November 2004 der zentrale Teil des Landschaftsschutzgebietes „Niederungssystem des Fredersdorfer Mühlenfließes und seiner Vorfluter“ sowie des brandenburgischen Naturschutzgebietes „Fredersdorfer Mühlenfließ, Langes Luch und Breites Luch“. Der Berliner Abschnitt des Fredersdorfer Mühlenfließes ist Bestandteil des Natura-2000-Gebietes Müggelspree-Müggelsee, eine Einstufung als Naturschutzgebiet ist in Planung. Das Gewässer und seine Randzonen sind ein bedeutendes Biotop der Region, da es eines der letzten intakten Fließgewässer des Berliner Umlandes ist. Hier lebt eine große Zahl verschiedener Tier- und Pflanzenarten. Neben Kleinstlebewesen, Insekten und Krebstieren sind das etwa der Kamberkrebs, der Stichling, die Bachforelle aber auch Vögel wie die Stockente. Viele der hier lebenden Amphibien, Reptilien und Fische aber auch der Pflanzen sind bedrohte Arten. Entlang des Fließes haben sich ausgedehnte Feuchtwälder entwickelt (Birken-Moorwald, Erlen-Eschen-Auenwälder) sowie mesophile Laubmischwälder (alte bodensaure Eichenwälder auf Sandebenen, Stieleichen-Hainbuchenwälder). Pflanzengesellschaften aus krautigen Pflanzen sind beispielsweise Hochstaudenflure und Reste von Feuchtwiesen sowie angrenzender, mesotroph-saurer Übergangs- und Schwingrasen- sowie kalkreiche Niedermoore, aber auch magere Flachland-Mähwiesen und trockene, kalkreiche Sandrasen haben sich ebenfalls gebildet. Für das Klima der Region hat das Fließ als Frischluftschneise große Bedeutung, ebenso als Naherholungsgebiet für den Großraum Berlin.

## Belege
1. ↑  Fließgewässerverzeichnis gewnet25 (Version 4.0, 24. April 2014) (Memento des Originals vom 1. Dezember 2017 im Internet Archive)  Info: Der Archivlink wurde automatisch eingesetzt und noch nicht geprüft. Bitte prüfe Original- und Archivlink gemäß Anleitung und entferne dann diesen Hinweis. beim Ministerium für Ländliche Entwicklung, Umwelt und Landwirtschaft des Landes Brandenburg, abgerufen am 4. Mai 2015 (ZIP-komprimierter Ordner, deutsch, 32,7 MB).
2. 1 2 3  02.08 Fischfauna (Ausgabe 2004) Umweltatlas Berlin, Senatsverwaltung für Stadtentwicklung und Umwelt, Auf: stadtentwicklung.berlin.de
3. ↑  Deutsches Gewässerkundliches Jahrbuch Elbegebiet, Teil II 1999 Landesumweltamt Brandenburg, S. 132, abgerufen am 7. März 2021, Auf: lugv.brandenburg.de (PDF, deutsch).
4. ↑  Managementplan für das Gebiet „Fredersdorfer Mühlenfließ, Breites und Krummes Luch“ Managementplanung Natura 2000 im Land Brandenburg, Ministerium für Umwelt, Gesundheit und Verbraucherschutz des Landes Brandenburg, 2013, Seite 18 (PDF, deutsch, 2,22 MB)
5. ↑  Brandenburg-Viewer Kartendienst der Landesvermessung und Geobasisinformation Brandenburg (LGB), Auf: bb-viewer.geobasis-bb.de
6. ↑  Rechtsverordnung über die Erklärung von Landschaftsteilen zum Landschaftsschutzgebiet Niederungssystem des Fredersdorfer Mühlenfließes und seiner Vorfluter sowie das Naturschutzgebiet Fredersdorfer Mühlenfließ, Langes Luch und Breites Luch (PDF; 68 kB)
7. ↑  Senatsverwaltung für Stadtentwicklung Berlin: natürlich Berlin! Naturschutz- und NATURA 2000-Gebiete in Berlin. Verlag Natur & Text, Berlin 2007, S. 156ff. ISBN 978-3-9810058-3-7
8. 1 2  Fredersdorfer Muehlenfliess (PDF; 0,5 MB)
9. ↑  Literatur zur Fischfauna siehe dort
10. ↑  Fredersdorfer Mühlenfließ, Breites und Krummes Luch (DE 3448-302, Landesnummer: 348) (Seite nicht mehr abrufbar, festgestellt im Dezember 2023. Suche in Webarchiven)